# Sint-Joriskerk (Berlijn)
De Sint-Joriskerk (Duits: Sankt Georgskirche) is een katholiek kerkgebouw in Berlijn. De kerk is gelegen aan de Kissingenstraße in het district Pankow.

## Geschiedenis
De Sint-Joriskerk werd van 1907 tot 1909 onder leiding van het architectenbureau Hugo Schneider in neogotische stijl gebouwd. Op 6 november 1911 vond de wijding plaats van het nieuwe gebouw door de toenmalige aartsbisschop van Breslau Georg von Kopp (*1837 - †1914). In de jaren 1929-1930 volgde de bouw van de aangrenzende huizen.
Nadat de kerk zware oorlogsschade had geleden in 1943-1945 werd de kerk in 1948 heropend. Later renovaties volgden in 1961 en 1971. Hierbij werd de deels nog bestaande oorspronkelijke beschildering overgeschilderd.
De Sint-Joriskerk staat op de monumentenlijst van de stad Berlijn.

## Trivia
- In de Sint-Joriskerk werd de latere bisschop van Fulda Johannes Dyba gedoopt, die in de arbeiderswijk Wedding opgroeide.